# 화엄사금잔
화엄사금잔(華嚴寺金盞)는 전라남도 구례군 마산면 황전리, 화엄사에 있던 금잔이다. 1972년 1월 29일 전라남도의 유형문화재 제23호로 지정되었다가, 익일자로 문화재 지정이 해제되었다.

## 참고 자료
- 화엄사금잔 - 국가유산청 국가유산포털